# (10050) Rayman
(10050) Rayman est un astéroïde de la ceinture principale.

## Description
(10050) Rayman est un astéroïde de la ceinture principale. Il fut découvert le 28 juin 1987 à l'observatoire Palomar par Eleanor Francis Helin. Il présente une orbite caractérisée par un demi-grand axe de 2,68 UA, une excentricité de 0,27 et une inclinaison de 12,2° par rapport à l'écliptique.
Il a été nommé d'après l'ingénieur américain Marc D. Rayman.

## Compléments